# Umbrina canariensis
Umbrina canariensis es una especie de pez de la familia Sciaenidae en el orden de los Perciformes.

## Morfología
Los machos pueden llegar alcanzar los 80 cm de longitud total.

## Alimentación
Come gambas, gusanos y otros invertebrados bentónicos.

## Hábitat
Es un pez de mar y de clima subtropical (14 °C-15 °C) que vive entre 50-300 m de profundidad.

## Distribución geográfica
Se encuentra desde el mar Cantábrico hasta Sudáfrica y la costa oriental de África, incluyendo el Mediterráneo occidental.

## Uso comercial
Es vendido fresco y en salazón en los mercados.

## Observaciones
Es inofensivo para los humanos.